# Lockjaw Records
Lockjaw Records ist ein seit 1997 existierendes englisches Plattenlabel, das sich auf Rock, Metal und Punk spezialisiert hat. Das Label machte unter anderem die Punkrocker Tribute to Nothing, und Muse bekannt.

## Geschichte
Gegründet wurde Lockjaw Records in Worcester im Jahre 1997 von den Turner-Brüdern Samuel, Jim und Ben Turner sowie ihrem Vater Jack Turner. Der Grund war die Schließung des Labels Go! Discs, ein Sublabel von Polygram, auf welchem Tribute to Nothing bis dahin heimisch gewesen waren.
Das Label war unter anderem für die erste Veröffentlichung der damals noch jungen Muse verantwortlich. Über die Jahre hinweg erarbeitete sich Lockjaw Records den Ruf, ein feines Gespür für hoffnungsvolle und anders denkende Musik zu haben.
Mittlerweile beherbergt Lockjaw Records bis zu 30, meist junge Bands, welche vor dem Sprung auf ein größeres Label stehen.
Ob sich der Name des Labels auf den amerikanischen Tenorsaxophonisten Eddie Lockjaw Davis bezieht, ist nicht bekannt.